# Birgitta Hilling
Birgitta Holmgren-Hilling, född 1945, är en svensk silversmed. 
Hilling studerade vid Konstindustriskolan i Göteborg med avgångsexamen 1968. Hon etablerade en egen silverateljé 1969 där hon har arbetat med formgivning och framställning av silverkorpus. Hilling är representerad vid bland annat Röhsska konstslöjdmuseet i Göteborg och Helsingborgs museum.